# Tite-Live
Tite-Live (en latin : Titus Livius), dit « Le Padouan » (en latin « Patavinus »), né en 59 av. J.-C. ou en 64 av. J.-C. et mort en l'an 17 dans sa ville natale de Padoue (Patavium en latin), est un historien de la Rome antique, auteur de la monumentale œuvre de l'Histoire romaine (Ab Urbe condita libri : AUC).

## Biographie
Le nom complet (tria nomina) de Tite-Live n'est pas connu. Son surnom (cognomen) n'a pas été conservé : seuls Titus, son prénom (praenomen), et Livius, son nom (nomen) ou gentilice (gentile nomen) ont été transmis. Quant à Patavinus (c'est-à-dire le Patavin ou le Padouan), il s'agit d'un sobriquet (agnomen). Sa situation familiale est inconnue bien qu'une de ses filles ait épousé Lucius Magius, orateur médiocre de l'avis de Sénèque l'Ancien.
Tite-Live est né au Ier siècle av. J.-C. à Patavium (Padoue), cité des Vénètes (actuelle Vénétie). Le lieu de cette naissance est attesté par son surnom Patavinus [« le Padouan »]. Son année de naissance est incertaine : il serait né en 59 av. J.-C. (695 AUC) d'après la Chronique de Jérôme de Stridon, ou en 64 av. J.-C. (690 AUC) si, comme le dit cet auteur, Tite-Live est né la même année que l'orateur Marcus Valerius Messalla Corvinus, dont la carrière politique connue permet de préciser la date de sa naissance. Cette incertitude peut s'expliquer par la confusion de lecture entre les consuls définissant l'année 64 av. J.-C., Caesar et Figulus, et ceux de 59 av. J.-C., César et Bibulus. La date de naissance de 64 av. J.-C. a la préférence des historiens, car elle justifie mieux la fidélité de Tite-Live envers Pompée, mort en 48 av. J.-C., donc lorsque Tite-Live avait 16 ans.
Issu d'une famille riche, Tite-Live reçoit son éducation en province et ce sont ses études de rhétorique qui l’amènent à s’installer à Rome, peut-être plus tard qu'à l'âge habituel de seize ou dix-sept ans, en raison des troubles politiques. Cette jeunesse prolongée à Padoue serait par ailleurs une des explications de son surnom. Par ailleurs, il n'a jamais exercé de charge publique puisqu'il consacre toute sa vie à la littérature et à l'histoire.
Selon certains historiens, il était en contact avec Auguste, qui respectait ses sympathies pour la République et qui, d'après les Annales de Tacite, le surnommait Pompeianus [« le Pompéien »], terme par lequel sont désignés les partisans et les soldats de Pompée pendant la Guerre civile de César. Il aide d’ailleurs l'Empereur dans son entreprise de restauration de la grandeur de Rome. D'après la Vie des douze Césars de Suétone, il encouragea Claude, dans ses jeunes années, à écrire de l'histoire.
L'historien est très mal connu, mais à l'époque médiévale, la découverte d'inscriptions est vue à tort comme apportant des témoignages. Deux inscriptions funéraires retrouvées à Padoue mentionnent un Titius Livius. La première (CIL, V, 2865) fut vue comme son épitaphe : « Tite-Live, fils de Gaius (Caius) ; sa première épouse : Cassia, fille de Sextus ; leurs deux fils : l'aîné, dit l'Ancien (Titus Livius Priscus), et le cadet, dit le Long (Titus Livius Longus) ». La seconde inscription marque le lieu de sépulture d'un affranchi de Livia Quarta, fille de Titus Livius. Toutefois, cette identification ne repose que sur l'homonymie. L'inscription fut découverte au XIVe siècle et la plupart des humanistes de l'époque, dont Boccace et Pétrarque ne remettaient pas l'identification en cause. L'inscription fut placée dans la basilique Sainte-Justine de Padoue, dont un tombeau découvert au XVe siècle au sein du bâtiment fut identifié comme celui de Tite-Live, ce qui provoqua un culte de reliques. En 1451, le squelette qu'il contenait fut présenté à l'ambassadeur de Naples à Venise, et un fragment d'os d'avant-bras lui fut offert à l'intention d'Alphonse d'Aragon et de Naples. Pourtant, le cognomen Halys et le statut d'affranchi indiquent que ce n'est pas l'historien.

## Œuvres

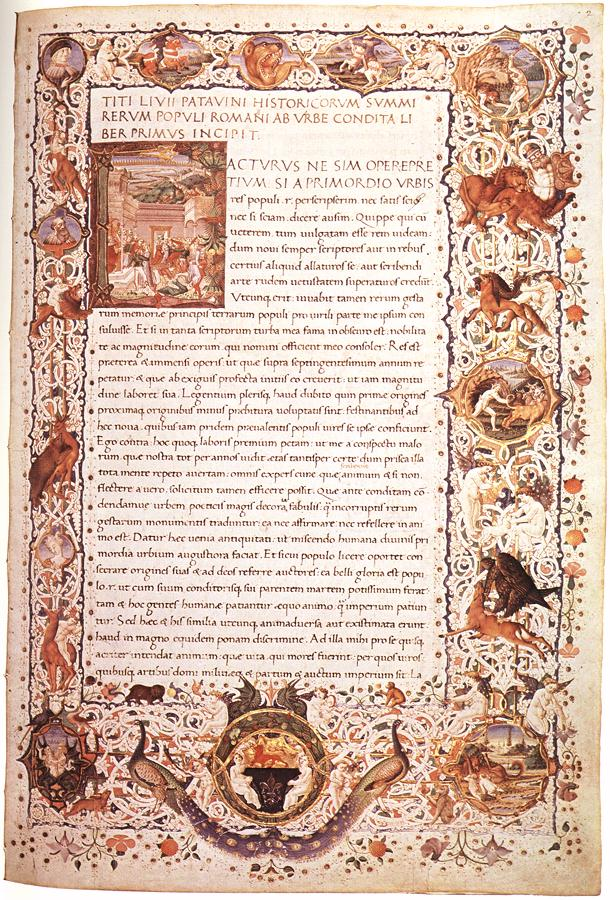
Tite Live Ab Urbe Condita (XVe siècle).

Sénèque écrit que Tite-Live a rédigé des traités de philosophie ainsi que des dialogues tenant autant de l'histoire que de la philosophie, et le classe en troisième place comme auteur, après Cicéron et son contemporain Asinius Pollion,. De même, Sénèque l'Ancien et Quintilien rapportent dans quelques fragments que Tite-Live avait écrit des œuvres rhétoriques et une correspondance. Ces écrits ont disparu.
L'œuvre principale de Tite-Live, intitulée Ab Urbe condita libri (en français : Histoire de la ville [c.à.d de Rome] depuis sa fondation), était à l’origine un recueil de 142 livres comme le prouve le nombre de résumés (Periochae). Cependant, seuls 35 livres ont survécu. Les livres relatant l'histoire de Rome pendant les années 292 av. J.-C. à 218 av. J.-C., et ceux couvrant la période allant de 166 av. J.-C. à 9 av. J.-C., ont disparu. Ils ne sont connus que par des fragments et les abrégés (periochae), sortes de tables des matières plus ou moins détaillées, à distinguer d'éventuels résumés ou epitomae (qui ont dû exister mais dont les periochae ne semblent pas issues). L'Histoire de Rome depuis sa fondation est écrite à partir de 31 av. J.-C. et est paru progressivement, en fascicules peu avant ou en 29 av. J.-C. Auguste se servit de ces livres pour renforcer son pouvoir.
Tite-Live connut de son vivant un succès qui dépassait les limites de l'Italie, comme l'atteste l'anecdote de Pline le Jeune sur un habitant de Gadès (Cadix) qui entreprit de venir à Rome pour le voir.
Néanmoins, Tite-Live eut au moins un détracteur, Asinius Pollion qui, seul et par deux fois, lui reprocha sa « patavinité » (patavinitas). L'interprétation de ce terme a suscité une abondante littérature : on a proposé de le comprendre comme désignant la manière de parler et d'écrire le latin propre aux habitants de Padoue, une sorte de jargon provincial dont Tite-Live n'aurait pu se défaire. Jacques Heurgon se rallie à l'avis de Pierre Flobert, la patavinitas de Tite-Live serait un mot caricatural inventé par un concurrent jaloux, forgé sur le modèle de l'urbanitas, l'expression cultivée romaine.
D'après Jérôme de Stridon, Tite-Live meurt dans sa ville natale en 17 apr. J.-C. (770 AUC), trois ans après Auguste.

## Bibliographie

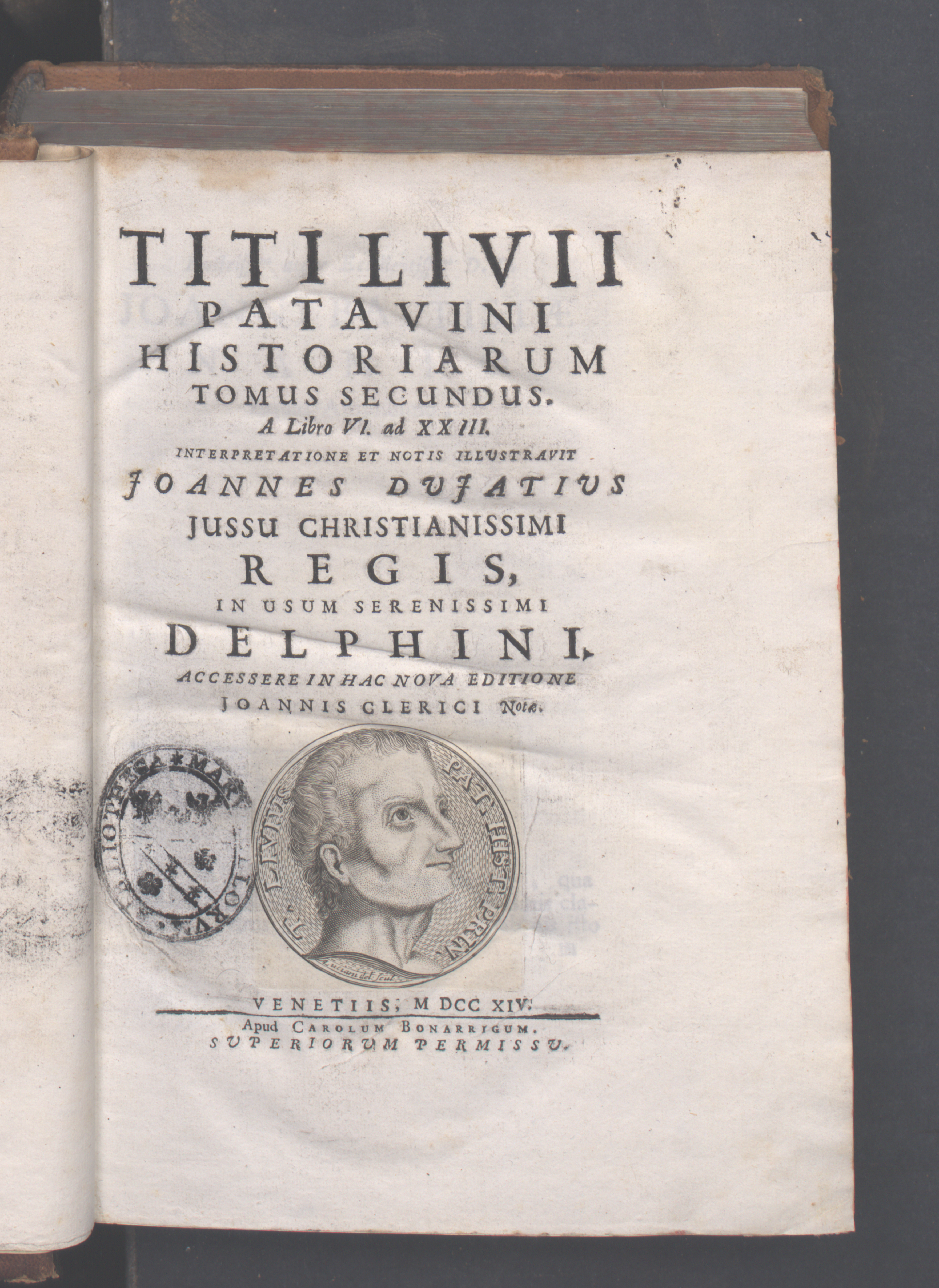
Ab Urbe condita, 1714.

## Postérité